# Aporosa octandra
Aporosa octandra là một loài thực vật có hoa trong họ Diệp hạ châu. Loài này được (Buch.-Ham. ex D.Don) Vickery mô tả khoa học đầu tiên năm 1982.